# Chris Weidman
Christopher J. «Chris» Weidman (Baldwin, Nueva York; 17 de junio de 1984) es un artista marcial mixto estadounidense que actualmente compite en la categoría de peso mediano de Ultimate Fighting Championship, donde Campeón Mundial de Peso Mediano de UFC en una ocasión y es reconocido por terminar con el histórico reinado de Anderson Silva.

## Primeros años
Chris Weidman nació en Baldwin, Nueva York el 17 de junio de 1984. Es el segundo de tres hijos. Chris y su hermano mayor eran niños muy activos, por lo que sus padres tenían que participar en numerosas actividades deportivas. Weidman comenzó a luchar muy joven y con su capacidad atlética fue capaz de dominar el deporte con gran rapidez. Weidman asistió a la escuela de secundaria de Baldwin en Long Island, donde fue campeón de lucha libre en el condado de Nassau y el estado de Nueva York. También fue un All-American en Cadet Freestyle y greco-romana. Chris también destacó en la universidad, en la que ganó los honores All-American y NCC de lucha libre en dos ocasiones antes de trasladarse a Hofstra. Se convirtió en el primer luchador junior college en la historia en ser campeón del estado de Nueva York en lucha colegial. En Hofstra, se convirtió dos veces en División I All-American, obteniendo el tercer lugar en el torneo de la NCAA en su último año. Weidman se graduó en la Universidad de Hofstra con una licenciatura en Psicología.

### Entrenamiento
Weidman conoció a Gabriel «Monsta» Toribio mientras asistía a Hofstra quien invitó a Weidman a ir a la academia de Matt y Nick Serra de JJB para ayudar a algunos de los peleadores con su lucha. Weidman también tomó algunas clases de jiu-jitsu en el plazo de tres meses, donde compitió y ganó el The East Coast Grappler’s Quest en su categoría de peso y en la división absoluta con los 13 combates que disputó terminándolos por sumisión.

## Carrera en artes marciales mixtas

### Ring of Combat
Weidman hizo su debut en MMA como representación del equipo profesional de Serra-Longo en febrero de 2009 en Ring of Combat 23. Combatió como un peso medio contra Reubem Lopes, a quien sometió rápidamente a través de una kimura, al 1:35 de la primera ronda. Dos meses más tarde, en Ring of Combat 24, noqueo a Mike Stewart con golpes en la primera ronda.
Con solo dos peleas profesionales en su carrera de MMA, Weidman ya estaba reivindicándose como un prospecto.
En su tercera pelea, Weidman ganó el campeonato de peso medio el 24 de septiembre de 2010 por derrotar a Uriah Hall con 31 golpes en la primera ronda. Después de defender el campeonato de peso medio de ROC el 3 de diciembre de 2010 con una impresionante victoria sobre Valdir Araujo por decisión unánime en Ring of Combat 33. A estas alturas Weidman era llamado "uno de los pesos medios más promocionados de primera línea con cada vez más perspectivas". Weidman tuvo contratos por numerosas organizaciones, pero Weidman optó por esperar, cuando UFC le ofreció un contrato y Weidman aceptó rápidamente.

### Ultimate Fighting Championship
Weidman hizo su debut en el UFC contra Alessio Sakara el 3 de marzo de 2011, en UFC on Versus 3, en sustitución del lesionado Rafael Natal. Weidman venció por decisión unánime, anotando un decisivo 30-27 en las tarjetas de los tres jueces.
Weidman se enfrentó a Jesse Bongfeldt el 11 de junio de 2011 en UFC 131, reemplazando a un lesionado Court McGee. Weidman derrotó a Bongfeldt en la primera ronda a través de una estrangulación de guillotina de pie, ganando así su primer premio a "Sumisión de la Noche".
Weidman se enfrentó ante Tom Lawlor el 19 de noviembre de 2011 en UFC 139. Él ganó la pelea por sumisión en la primera ronda.
Weidman derrotó a Demian Maia por decisión unánime el 28 de enero de 2012 en UFC on Fox 2. La pelea fue anunciada inicialmente como decisión dividida de los jueces, pero el presidente de UFC Dana White aclaró en un tuit que la calificaron como una decisión unánime. Weidman reemplazó a Michael Bisping con once días de aviso después de que Mark Muñoz fuera obligado a salir de su pelea con Chael Sonnen. Bisping fue elegido para tomar el lugar de Muñoz en el evento coprincipal.
Weidman se enfrentó a Mark Muñoz el 11 de julio de 2012 en UFC on Fuel TV 4. Weidman dominó la pelea en las dos rondas que duró, terminando la pelea con un KO. Después de la pelea, Weidman dijo que quería enfrentarse a Anderson Silva por el título de peso medio, pero aún no era digno de ello por no tener suficientes victorias contra los mejores oponentes. Weidman fue galardonado con el premio al "KO de la Noche".
Weidman se esperaba hacer frente a Tim Boetsch el 29 de diciembre de 2012 en UFC 155. Sin embargo, él se retiró de la pelea debido a una lesión y fue reemplazado por Constantinos Philippou.

#### Campeonato Mundial de Peso Mediano de UFC

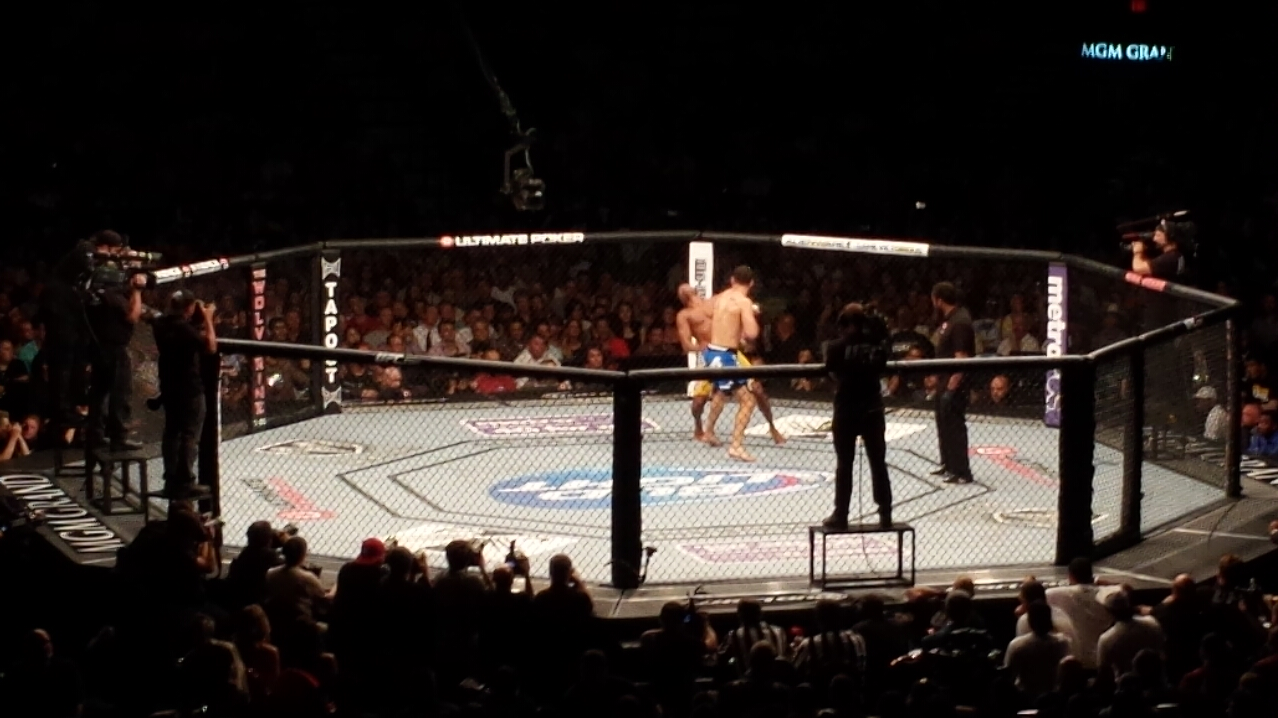
Chris Weidman noqueando a Anderson Silva en UFC 162.

Después de casi un año fuera de acción debido a una lesión y hacer frente al Huracán Sandy, Weidman volvió el 6 de julio de 2013 para enfrentarse a Anderson Silva por el campeonato de peso medio en el MGM Grand Garden Arena ante una multitud de 12.399 espectadores en UFC 162. Las apuestas calificaban a Weidman perdiendo 2-1, sin embargo numerosos peleadores y expertos anunciaron que Weidman sería el nuevo campeón. Incluyendo al campeón de peso wélter de UFC Georges St-Pierre.

"Creo que es un duro rival para Anderson Silva. Las debilidades de Anderson son los puntos fuertes de Weidman. He entrenado con Weidman, y su lucha está en otro nivel. No sólo Chris Weidman va a vencer a Anderson Silva, creo que va a noquear a Anderson. Yo creo que no va a durar mucho tiempo esta pelea. Este combate va a sorprender a mucha gente."

Weidman noqueó a Silva al principio de la segunda ronda para convertirse en el nuevo Campeón de Peso Medio de UFC, y obtener el premio al KO de la Noche, terminando así con los 7 años invicto de Silva y sus 17 peleas. Weidman ganó la distinción de ser el primer oponente en derrotar a Anderson Silva en el UFC y el primero noquearlo en un combate de AMM.
El 13 de julio de 2013, el presidente de UFC, Dana White, anunció la revancha entre Weidman y Silva como evento principal de UFC 168 el 28 de diciembre de 2013.
En honor a la victoria de Weidman, el Condado de Nassau proclamó el 17 de julio "Día de Chris Weidman".
El 28 de diciembre de 2013, Chris Weidman defendió con éxito su título en una revancha contra Anderson Silva. La pelea fue detenida en la segunda ronda después de que Silva se rompiera la pierna al lanzar una patada.
Weidman se enfrentó a Lyoto Machida el 5 de julio de 2014 en UFC 175. Weidman ganó la pelea por decisión unánime reteniendo así el campeonato. Tras el evento, ambos peleadores ganaron el premio a la Pelea de la Noche.
El 23 de mayo de 2015, Weidman se enfrentó a Vitor Belfort en UFC 187. Weidman ganó la pelea por nocaut técnico en la primera ronda, defendiendo así el campeonato por tercera vez.
El 12 de diciembre de 2015, Weidman se enfrentó a Luke Rockhold en UFC 194. Weidman perdió la pelea por nocaut técnico en la cuarta ronda, perdiendo así el invicto y el campeonato. Tras el evento, ambos peleadores ganaron el premio a la Pelea de la Noche.
Weidman firmó un nuevo contrato de seis peleas con UFC a finales de septiembre de 2016 y enfrentó a Yoel Romero el 12 de noviembre de 2016 en el UFC 205. Yoel Romero noqueó espectacularmente a Chris Weidman con una rodilla voladora en la tercera ronda.
El 8 de abril de 2017, Weidman se enfrentó a Gegard Mousasi en UFC 210. Weidman perdió la pelea TKO (rodillazos) en la segunda ronda.
Tras esto infligió su primera derrota sin mediación de los jueces a Kelvin Gastelum por sumisión en la tercera ronda el 22 de julio de 2017. Al finalizar el encuentro, Weidman reclamó una revancha contra Luke Rockhold, quien le arrebató el título peso mediano en el UFC 194.
El 3 de noviembre de 2018, Weidman se enfrentó a Ronaldo Souza en UFC 230. En una competida pelea, Weidman fue derrotado por Ronaldo "Jacaré" Souza por nocaut técnico en la tercera ronda. Tras el evento, ambos peleadores ganaron el premio a la Pelea de la Noche. 
El 8 de junio de 2019, Weidman anunció que subiría al peso semipesado.
El 18 de octubre de 2019, Weidman haría su debut en peso semipesado al enfrentar al entonces invicto Dominick Reyes. Weidman perdió la pelea por KO (golpes) en la primera ronda.
El 7 de febrero de 2020, Weidman anunció que, después de un fallido intento de subir a peso semipesado, volvería al peso mediano.
El 8 de agosto de 2020, Weidman se enfrentó a Omari Akhmedov en UFC Fight Night: Lewis vs. Oleinik. Weidman ganó la pelea por decisión unánime cortando así una racha de 2 derrotas consecutivas.
El 24 de abril de 2021, Weidman se enfrentó a Uriah Hall en UFC 261. El combate sería detenido a los 17 segundos del primer round después que Hall bloqueara una patada de Weidman fracturando así su Tibia y Peroné y declarando como ganador a Hall por TKO (lesión en la pierna) en una pelea en la que el jamaiquino no lanzó un solo golpe. Esta sería la segunda vez que Weidman y Hall se enfrentaban después de su pelea en Ring Of Combat en 2010 en la que el ganador fue Weidman por nocaut técnico. Weidman tuvo que ser retirado en camilla por el cuerpo médico frente a la ovación de todos los presentes en señal de respeto y debiendo someterse a una cirugía inmediata.
El 11 de agosto de 2021, Weidman tuvo que ser sometido a una segunda cirugía debido a que su pierna no se estaba recuperando como se esperaba.

#### 2023
Luego de dos años de ausencia, Weidman enfrentó a Brad Tavares el 19 de agosto de 2023, en UFC 292. Perdió la pelea por decisión unánime.

#### 2024
Weidman enfrentó a Bruno Silva el 30 de marzo de 2024, en UFC on ESPN 54. Ganó la pelea por TKO en el tercer asalto. Sin embargo, el resultado fue inmediatamente cambiado a una victoria por decisión técnica para Weidman luego de que le diera un piquete en el ojo a Silva durante la secuencia final.

## Vida personal
El 24 de octubre de 2012 se dio a conocer que la casa de Weidman fue severamente dañada por el Huracán Sandy.
Weidman afirma ser un cristiano practicante.
Está casado con Marivi Weidman, con la que tiene tres hijos.

## Campeonatos y logros
| - Ultimate Fighting Championship - Campeón de Peso Medio de UFC (Una vez) - KO de la Noche (Dos veces) - Pelea de la Noche (Tres veces) - Sumisión de la Noche (Una vez) - Actuación de la Noche (Una vez) - Ring of Combat - Campeón de Peso Medio (Una vez) - World MMA Awards - Progreso Peleador del Año (2012) - Premio Charles 'Mask' Lewis al Peleador del Año (2013) - Yahoo! Sports.com - Peleador Masculino del Año (2013) - MMAValor.com - Peleador del Año (2013) - Inside MMA - Premio Bazzie 2013 por el Trastorno del Año vs. Anderson Silva el 6 de julio - Sherdog - KO del Año (2013) (vs. Anderson Silva) - MMA Freak.com - KO del Año (2013) vs. Anderson Silva - Trastorno del Año (2013) vs. Anderson Silva - Momento del Año (2013) vs. Anderson Silva - Peleador del Año (2013) | - National Collegiate Athletic Association - NCAA División I 197 lb - 6º en Hofstra University (2006) - NCAA División I 197 lb - 3º en Hofstra University (2007) - NCAA equipo All-American (2006, 2007) - National Junior College Athletic Association - NJCAA equipo All-American (Dos veces) |

## Récord en artes marciales mixtas
| Récord profesional | Récord profesional | Récord profesional |
| 23 peleas          | 16 victorias       | 8 derrotas         |
| ------------------ | ------------------ | ------------------ |
| Nocaut             | 6                  | 7                  |
| Sumisión           | 4                  | 0                  |
| Decisión           | 6                  | 1                  |

| Resultado | Récord | Oponente        | Método                               | Evento                              | Fecha                    | Ronda | Tiempo | Localización                     | Notas |
| --------- | ------ | --------------- | ------------------------------------ | ----------------------------------- | ------------------------ | ----- | ------ | -------------------------------- | --- |
| Derrota   | 16–8   | Eryk Anders     | TKO (golpes)                         | UFC 310                             | 7 de diciembre de 2024   | 2     | 4:45   | Paradise, Nevada                 | |
| Victoria  | 16–7   | Bruno Silva     | Decisión (Unánime)                   | UFC on ESPN: Blanchfield vs. Fiorot | 30 de marzo de 2024      | 3     | 2:18   | Atlantic City. Nueva Jersey      | Originalmente declarada una victoria por TKO (golpes) para Weidman; Cambiada a decisión por la Comisión Atlética debido a que Silva sufrió un piquete de ojo que llevó a la parada. |
| Derrota   | 15–7   | Brad Tavares    | Decisión (unánime)                   | UFC 292                             | 20 de agosto de 2023     | 3     | 5:00   | Boston, Massachusetts            | |
| Derrota   | 15–6   | Uriah Hall      | TKO (lesión de pierna)               | UFC 261                             | 24 de abril de 2021      | 1     | 0:17   | Jacksonville, Nevada             | |
| Victoria  | 15–5   | Omari Akhmedov  | Decisión (unánime)                   | UFC Fight Night: Lewis vs. Oleinik  | 8 de agosto de 2020      | 3     | 5:00   | Las Vegas, Nevada                | Retorno a peso mediano. |
| Derrota   | 14–5   | Dominick Reyes  | KO (golpes)                          | UFC on ESPN: Reyes vs. Weidman      | 18 de octubre de 2019    | 1     | 1:43   | Boston, Massachusetts            | Debut en peso semipesado. |
| Derrota   | 14–4   | Ronaldo Souza   | TKO (golpes)                         | UFC 230                             | 3 de noviembre de 2018   | 3     | 2:46   | Ciudad de Nueva York, Nueva York | Pelea de la Noche. |
| Victoria  | 14–3   | Kelvin Gastelum | Sumisión (arm-triangle choke)        | UFC on Fox: Weidman vs. Gastelum    | 22 de julio de 2017      | 3     | 3:45   | Uniondale, New York              | |
| Derrota   | 13–3   | Gegard Mousasi  | TKO (rodillazos)                     | UFC 210                             | 8 de abril de 2017       | 2     | 3:13   | Buffalo, Nueva York              | |
| Derrota   | 13–2   | Yoel Romero     | TKO (rodillazo volador y golpes)     | UFC 205                             | 12 de noviembre de 2016  | 3     | 0:24   | New York City, New York          | |
| Derrota   | 13–1   | Luke Rockhold   | TKO (golpes)                         | UFC 194                             | 12 de diciembre de 2015  | 4     | 3:12   | Las Vegas, Nevada                | Perdió el Campeonato de Peso Medio de UFC. Pelea de la Noche. |
| Victoria  | 13–0   | Vitor Belfort   | TKO (golpes)                         | UFC 187                             | 23 de mayo de 2015       | 1     | 2:53   | Las Vegas, Nevada                | Defendió el Campeonato de Peso Medio de UFC. Actuación de la Noche. |
| Victoria  | 12–0   | Lyoto Machida   | Decisión (unánime)                   | UFC 175                             | 5 de julio de 2014       | 5     | 5:00   | Las Vegas, Nevada                | Defendió el Campeonato de Peso Medio de UFC. Pelea de la Noche. |
| Victoria  | 11–0   | Anderson Silva  | TKO (lesión de pierna)               | UFC 168                             | 28 de diciembre de 2013  | 2     | 1:16   | Las Vegas, Nevada                | Defendió el Campeonato de Peso Medio de UFC. |
| Victoria  | 10–0   | Anderson Silva  | KO (golpes)                          | UFC 162                             | 6 de julio de 2013       | 2     | 1:18   | Las Vegas, Nevada                | Ganó el Campeonato de Peso Medio de UFC. KO de la Noche. KO del Año 2013. |
| Victoria  | 9–0    | Mark Muñoz      | KO (codazo y golpes)                 | UFC on Fuel TV: Muñoz vs. Weidman   | 11 de julio de 2012      | 2     | 1:37   | San José, California             | KO de la Noche. |
| Victoria  | 8–0    | Demian Maia     | Decisión (unánime)                   | UFC on Fox: Evans vs. Davis         | 28 de enero de 2012      | 3     | 5:00   | Chicago, Illinois                | |
| Victoria  | 7–0    | Tom Lawlor      | Sumisión técnica (D'arce choke)      | UFC 139                             | 19 de noviembre de 2011  | 1     | 2:07   | San José, California             | |
| Victoria  | 6–0    | Jesse Bongfeldt | Sumisión (standing guillotine choke) | UFC 131                             | 11 de junio de 2011      | 1     | 4:54   | Vancouver                        | Sumisión de la Noche. |
| Victoria  | 5–0    | Alessio Sakara  | Decisión (unánime)                   | UFC Live: Sanchez vs. Kampmann      | 3 de marzo de 2011       | 3     | 5:00   | Louisville, Kentucky             | |
| Victoria  | 4–0    | Valdir Araújo   | Decisión (unánime)                   | Ring of Combat 33                   | 3 de diciembre de 2010   | 3     | 5:00   | Atlantic City, Nueva Jersey      | Defendió el Campeonato de Peso Medio de ROC. |
| Victoria  | 3–0    | Uriah Hall      | TKO (golpes)                         | Ring of Combat 31                   | 24 de septiembre de 2010 | 1     | 3:06   | Atlantic City, Nueva Jersey      | Ganó el Campeonato de Peso Medio de ROC. |
| Victoria  | 2–0    | Mike Stewart    | TKO (golpes)                         | Ring of Combat 24                   | 17 de abril de 2009      | 1     | 2:38   | Atlantic City, Nueva Jersey      | Pelea en peso pactado (190 lbs). |
| Victoria  | 1–0    | Reubem Lopes    | Sumisión (kimura)                    | Ring of Combat 23                   | 20 de febrero de 2009    | 1     | 1:35   | Atlantic City, Nueva Jersey      | Pelea en peso pactado (190 lbs). |